# RK-55
Le RK-55 Granat (en russe : « РК-55 Гранат », « Grenat ») désignation OTAN SSC-X-4 « Slingshot » et GRAU 3K10, était un missile de croisière soviétique basé à terre et porteur d'une ogive nucléaire. Conçu par le bureau Novator, il était sur le point d'entrer en service en 1987, quand finalement de telles armes furent bannies par le traité sur les forces nucléaires à portée intermédiaire. Une version lancée depuis les tubes lance-torpilles de sous-marins, le S-10 Granat (OTAN : SS-N-21 « Sampson », GRAU : 3M10), a apparemment été convertie afin d'emporter une charge conventionnelle et est toujours en service de nos jours.

## Développement
À la fin des années 1960, l'étude « Ekho » menée par l'institut GosNIIAS (Institut des recherches scientifiques et des systèmes aéronautiques de l'état) conclut qu'il serait plus efficace de déployer un grand nombre de petits missiles de croisière subsoniques que les bien plus coûteux missiles supersoniques, qui étaient alors privilégiés par les autorités militaires.
En 1971, Raduga débuta ses travaux sur le Kh-55 aéroporté, qui vola pour la première fois en 1976. Un peu plus tard dans la même année, NPO Novator commençait à travailler sur des versions sous-marines et terrestres du missile. En 1993, Novator présenta le 3M-54 Club, qui apparaît être basé sur le RK-55. Il est conçu selon un schéma à deux étages et peut atteindre une vitesse supersonique lors de sa phase d'attaque finale.

## Caractéristiques
Basé sur le véhicule-lanceur MAZ-543 du système R-17 (OTAN : SS-1 « Scud »), le tracteur-érecteur-lanceur (TEL) à huit roues du RK-55 peut emporter six missiles. Le S-10 est lancé par des tubes lance-torpilles de 533 mm.
Le RK-55 est très similaire au Kh-55 aéroporté (OTAN : AS-15 « Kent »), mais le Kh-55 est doté d'un turboreacteur qui se déploie vers le bas après son lancement et a été conçu par le bureau MKB Raduga. Ces deux missiles ont formé la base des missiles de l'après-guerre froide, en particulier le 3M-54 Club (OTAN : SS-N-27 « Sizzler »), qui est doté d'une phase d'approche supersonique.

## Histoire opérationnelle
Moins de cent missiles avaient été déployés, à la fin de l'année 1988. Les nouveaux sous-marins de la classe Akula, lancés en septembre 1986, furent les premiers à recevoir le nouveau missile. Il fut plus tard monté sur les sous-marins de classe SierraI/II, sur huit sous-marins de classe Victor III et les nouveaux de classe Iassen.
Les bâtiments de la classe Grusha, déployés en 1988, sont d'une conception particulière, remplaçant les habituels lanceurs de missiles balistiques par des tubes dédiés à l'emploi d'un nombre plus important de missiles de croisière. Probablement des RK-55 à tête nucléaire pendant la guerre froide, ces missiles furent remplacés pour emporter des charges conventionnelles destinées à de l'attaque terrestre, suivant les consignes des accords START I, limitant l'emport d'armements nucléaires à bord des sous-marins. L'Us Navy fit de même à plus grande échelle, avec la conversion de quatre sous-marins de la classe Ohio en lanceurs de missiles de croisière. Il a été supposé que le RK-55 pourrait être adapté dans le futur à des sous-marins de classe Delta convertis ou a des bâtiments de surface, mais aucune confirmation n'est pour le moment venue étayer cette théorie.
La version tirée depuis le sol fut soumise au traité sur les forces nucléaires à portée intermédiaire, signé en décembre 1987, et fut testée mais jamais déployée. 80 missiles avaient été détruits, vers le mois de novembre 1990.

## Versions
- RK-55 (SSC-X-4 « Slingshot ») : version terrestre.
- S-10 (SS-N-21 « Sampson ») : version lancée depuis les sous-marins.

## Utilisateur
- Russie